# E.STA.A.TE
E.STA.A.TE è un singolo della cantante italiana Laura Pausini, pubblicato il 1º giugno 2018 come terzo estratto in Italia dal tredicesimo album in studio Fatti sentire.

## Descrizione
Gli autori del brano sono Laura Pausini e Virginio Simonelli per il testo, Paolo Carta per la musica. Riguardo al brano Laura Pausini ha dichiarato: 
La cantante ha interpretato E.STA.A.TE per la prima volta dal vivo il 4 giugno 2018 durante i Wind Music Awards 2018. Inoltre il brano è stato adattato e tradotto in lingua spagnola dalla cantante con il titolo Está.allá, inserita nell'album Hazte sentir.
L'interpretazione dal vivo di  E.STA.A.TE dal vivo al Circo Massimo di Roma (21 luglio 2018) viene inserita nel DVD di Fatti sentire ancora/Hazte sentir más del 2018.

## Video musicale
Il videoclip è stato diretto da Leandro Manuel Emede a Miami e rappresenta la vera spensieratezza, tra superstrade statunitensi, auto decappottabili, piste di pattinaggio e disco dance. La prima parte è on the road, con la cantante che, insieme ad altri tre protagonisti, inizia un viaggio su un'auto scoperta lungo le tipiche superstrade statunitensi. Nella seconda parte, i personaggi arrivano in una pista di pattinaggio dove iniziano a scatenarsi a colpi di danza, trasformandola di fatto in una discoteca. A fare da sfondo alla clip, si alternano alcune immagini tipiche della bella stagione, come il mare o le foglie delle palme.
Un'anteprima di trenta secondi del videoclip viene trasmessa il 6 giugno 2018 dal TG2, mentre il giorno seguente viene reso disponibile il dietro le quinte sul sito internet de la Repubblica; infine il video ufficiale viene reso disponibile l'8 giugno 2018 sul canale YouTube della Warner Music Italy.

## Pubblicazioni
E.STA.A.TE viene inserita nella doppia compilation del 2018 Power Hits estate 2018, realizzata da RTL 102.5 e in una versione Live (video) nel DVD di Fatti sentire ancora/Hazte sentir màs del 2018.
E.STA.A.TE e Está.allá (insieme alla versione strumentale) vengono pubblicati nel box The Singles Collection - Volume 3 edito dalla Atlantic Records nel 2019, commercializzato attraverso il fan club ufficiale dell'artista Laura4u.